# Microdictyon
Microdictyon is een geslacht van lobopoden, een groep uitgestorven 'wormen met benen', vergelijkbaar met de recente fluweelwormen die leefden op de bodem van de oceanen in het Onder- en Midden-Cambrium. 
In eerste instantie werd het geslacht alleen gevonden op basis van de zeefachtige sclerieten, bestaande uit fosfaat, die deel uitmaakten van de zogenaamde Small Shelly-fauna. In 1995 werden volledig geconserveerde dieren beschreven met de soort Microdictyon sinicum uit de Chengjiang fauna-gemeenschap in het Cambrium.
Er zijn veel verschillende hypothesen over de verwantschappen binnen de lobopoden. Er is gesuggereerd dat de lobopoden parafyletisch kunnen zijn. Volgens deze theorie behoort Microdictyon tot een clade die ook de recente Onychophora (fluweelwormen) zou omvatten. Microdictyon bleef een raadsel omdat alleen zijn ronde zeefplaten bekend waren. Toen het gehele dier werd gevonden, leek het op een moderne Onychophora-soort. De zeefplaten vormden een soort van bepantsering.

## Kenmerken
Microdictyon sinicum is een gearticuleerd, wormachtig dier met, op de bewaard gebleven exemplaren, ongeveer tien tot zevenenzeventig millimeter lengte. Het cilindrische lichaam had een onvolmaakt gecompenseerde, langwerpige, afgeronde, gladde kop met een eenvoudige mondopening, zonder zichtbare uitsteeksels of monddelen, die ongeveer vijftien tot vijfentwintig procent van de totale lengte van het dier uitmaakten. De romp was onduidelijk verdeeld in negen secties, die ook zijn verdeeld in plattere strepen (annuli). Elke sectie draagt een gesclerotiseerde plaat aan elke kant. 
Hij droeg ook, onder (ventrale) de platen, een langwerpig paar poten, met uitzondering van het laatste gedeelte, dat twee paar poten had die voor en achter de plaat zaten (voor een totaal van tien paar). De flexibele, lange en dunne poten waren gerangschikt aan de buikzijde van het cilindrische lichaam (met een ongeveer cirkelvormige dwarsdoorsnede) zodat ze ongeveer driekwart van de rompdiameter uit elkaar lagen. Dit suggereert dat het dier erop liep en zichzelf niet opzij duwde. De lengte van de poten nam licht af van voren naar achteren, de langere voorkant met drie paar benen bereikten ongeveer zestien procent van de lengte van het dier. Slechts een paar voorbeelden laten zien dat elk poot een paar kleine, gebogen klauwen had aan het einde. 
In het binnenste van de romp kan een eenvoudige band door de darm worden gezien als een donkere band (gevuld met sediment), soms zijn er verdere sporen die worden geïnterpreteerd als longitudinale kanalen met onbekende functie. Het achterste uiteinde van de romp eindigt in een zeer korte, iets naar beneden gericht staartje van amper een millimeter lang.
De negen paren sclerieten waren convexe platen. Gedeeltelijk vervormde exemplaren laten zien dat ze ondanks de donkere kleur niet overal gemineraliseerd waren. Ze onthullen een zeshoekig honingraatpatroon, met een rond kanaal in het midden van elk van deze cellen. Een korte, doornachtige verlenging zit op de hoeken van de schalen. De vorm van de platen was enigszins verschillend langs de lengteas van het lichaam, het eerste paar langwerpig elliptisch, de volgende paren rond en eivormig tot afgerond vierkant. 
Op basis van de eerste bevindingen was er aanvankelijk onzekerheid over de voor- en achterkant van de dieren. De oppervlakkige gelijkenis van de sclerieten met een samengesteld oog leidde tot de interpretatie dat het dier negen paar ogen over de romp had verspreid, maar dit is nu duidelijk weerlegd.

## Leefwijze
Microdictyon sinicum was waarschijnlijk een op de zeebodem levend benthisch organisme. Talrijke exemplaren zijn gevonden in ruimtelijke associatie met fossielen van Eldonia (of nauw verwante geslachten), zodat de theorie wijdverbreid is dat ze daar (epizoïsch) hebben gewoond, mogelijk alleen als een jong dier. Eldonia was een mogelijk vrij zwevend (pelagisch), mogelijk op de grond levende (bentisch) zachthuidige, in elk opzicht ronder, klokvormig organisme, waarin radiaal gerangschikte, zakachtige structuren kunnen worden gezien. Velen hebben een structuur die wordt geïnterpreteerd als een mogelijke lophofoor. De toewijzing van Eldonia aan een recente dierstam is controversieel. Er zijn verschillende theorieën over de mogelijke voeding van Microdictyon, het werd geïnterpreteerd als een mogelijk saprofagisch organisme of als een microfagische deeltjeseter.

## Andere soorten
Van Microdictyon bestaan, afgezien van de Chinese vondsten, alleen geïsoleerde sclerieten. Deze gefosfateerde structuren worden meestal verkregen door kalksteen op te lossen met zoutzuur, waardoor de onoplosbare sclerieten worden blootgelegd. Ze behoren tot een wereldwijde verzameling van geïsoleerde, sclerietachtige structuren, waarin in veel gevallen het bijbehorende organisme zelf onbekend is, ze worden, enigszins terloops, samengevat als 'Small-Shelly fauna' en zijn vooral typisch voor de eerste golf van het Cambrium (Terreneuvium, voorheen Tommotian). Microdictyon is net zo vaak in de tweede serie van het Cambrium (het Atdabanium volgens de Russische nomenclatuur). Microdictyon effusum werd zelfs voorgesteld als een mogelijk leidend fossiel voor het begin. In de zuidwestelijke Kaili-formatie bereikt het nog steeds het begin van de derde reeks, die al werd meegeteld voor het Midden-Cambrium.
De naam Microdictyon (van de oude Griekse dictyon: Netz) verwijst naar het net- of zeefachtige structuur van deze sclerieten. Er zijn vondsten uit China van sclerieten die gedeeltelijk aan elkaar zijn gesmolten aan de platte kant, waarin een grotere scleriet op een iets kleinere zit. Deze worden geïnterpreteerd als de overblijfselen van een individu die net zijn vervelling heeft doorstaan. Dit is direct bewijs van vervelling bij de lobopoden. Naast Onychodictyon is Microdictyon het enige geslacht waarin geïsoleerde sclerieten kunnen worden toegewezen aan een lobopode organisme. Fossiele vondsten van Microdictyon-sclerieten zijn vrij wijd verspreid in rotsen van het Onder- en Midden-Cambrium. 
De volgende typen zijn beschreven op basis van de vorm van de scleriet, de grootte en de vorm van de uitstekende doorntjes:
- M. effusum Bengtson, Matthews & Missarzhevsky, 1991. Kazachstan, Siberië, Engeland, Zweden
- M. rhomboidale Bengtson, Matthews & Missarzhevsky, 1986. Kazachstan en (Sekwiformatie, Mackenzie Mountains) Canada.
- M. robisoni Bengtson, Matthews & Missarzhevsky, 1986. Utah, Verenigde Staten
- M. tenuiporatum Bengtson, Matthews & Missarzhevsky, 1986. Siberië
- M. sphaeroides Hinz, 1987. Shropshire, Engeland.
- M. depressum Bengtson, 1990. Zuid-Australië
- M. chinense (Hao et Shu, 1987). China en Siberië
- M. jinshaense Zhang & Aldridge, 2007. China en Australië
- M. rozanovi Demidenko, 2006. Siberië
- M. fuchengense Li et Zhu, 2001. China

Er zijn ook andere vondsten, sommige alleen van gebroken sclerieten, die alleen aan het geslacht, maar niet aan enige soort waren toegewezen, bijvoorbeeld uit Denemarken en Turkije. Vondsten die aan geen enkele soort zijn toegewezen, zijn ook aanwezig in de Chinese Kaili-fauna uit het Midden-Cambrium. De toewijzing van sclerieten aan soorten wordt soms kritisch bekeken, omdat de intraspecifieke en ontogenetische variabiliteit onvoldoende zou worden begrepen.